# 穆尔西亚地区共产党
穆尔西亚地区共产党是西班牙共产党在穆尔西亚地区自治区的分支。该党于1986年11月13日在西班牙内政部注册。它的意识形态是共产主义、马克思主义。它的政治立场是左翼。